# Sàvinka (Volgograd)
|  | Per a altres significats, vegeu «Savinka». |

Sàvinka (en rus: Савинка) és un poble de l'óblast de Volgograd, a Rússia, segons el cens del 2010 tenia 3.428 habitants.